# Trois-Rivières (Guadalupe)
Trois-Rivières, llamada en criollo Twarivyè, es una comuna francesa situada en el departamento de Guadalupe, de la región de Guadalupe. 
El gentilicio francés de sus habitantes es Trois-Riviériens y Trois-Riviériennes.

## Situación
La comuna está situada en el sur de la isla guadalupana de Basse-Terre.

## Toponimia
Debe su nombre a que por su término pasan los tres ríos de Le Trou au Chien, Petit Carbet y Grande Anse.

## Barrios y/o aldeas
Bord de Mer, Carbet, Chemin Neuf, Delgrès, Galbat, Grand Anse, Habitation-Châtaigner, Habitation Grand-Maison, La Plaine, La Regrettée, L'Ermitage, Le Faubourg, Montchappé, Savane, Schoelcher, Soldat y Tête Canal.

## Demografía
| Gráfica de evolución demográfica de Trois-Rivières (Guadalupe) entre 1961 y 2013 |
|                                                                                  |

Fuente: Insee

## Comunas limítrofes
| Noroeste: Gourbeyre | Norte: Capesterre-Belle-Eau | Noreste: Capesterre-Belle-Eau |
| Oeste: Gourbeyre    |                             | Este: Mar Caribe              |
| Suroeste Vieux-Fort | Sur: Mar Caribe             | Sureste: Mar Caribe           |

## Ciudades hermanadas
- La Ferté-Saint-Aubin,  Francia
- Saint-Augustin-de-Desmaures,  Canadá